# Gisela Neumann
Gisela Neumann (* 25. Juni 1942 in Potsdam, nach anderen Angaben Gleiwitz) ist eine deutsche Malerin und Grafikerin.

## Leben und Werk
Gisela Neumann, geb. Kretschmann, studierte von 1960 bis 1965 Grafik an der Kunsthochschule Berlin-Weißensee. Seit dem Diplomabschluss arbeitet sie als freischaffende Malerin, Grafikerin und Illustratorin in Berlin. Sie war bis 1990 Mitglied des Verbands Bildender Künstler und eine der produktivsten und mit ihren phantasievollen Illustrationen eine der populärsten Kinderbuchillustratorinnen der DDR. Von ihr illustrierte Bücher befinden sich u. a. im Bilderbuchmuseum Burg Wissem.
Sie hatte eine bedeutende Zahl von Einzelausstellungen und Ausstellungsbeteiligungen im In- und Ausland. In der DDR war sie u. a. 1975 in Schwerin auf der Ausstellung „Farbgrafik in der DDR“ und 1987 im Berliner Ephraim-Palais auf der Ausstellung „Das Bild der Stadt Berlin von 1945 bis zur Gegenwart“ vertreten.

## Öffentliche Sammlungen mit Arbeiten Gisela Neumanns
- Berlin: Berlinische Galerie
- Berlin: Museum Europäischer Kulturen[2]
- Berlin: Kinder- und Jugendbuchabteilung der Staatsbibliothek zu Berlin
- Chemnitz: Kunstsammlung der Wismut GmbH

## Werke (Auswahl)

### Druckgrafik
- Neujahrsmorgen (Lithografie auf Karton, 27 × 28 cm, 1969; Berlinische Galerie)[3]
- Berliner Montparnasse (Farblithografie auf Karton, 32,5 × 23, 5 cm, 1970; Berlinische Galerie)[4]
- Fernsehturm (Farblithografie auf Karton, 43 × 28 cm, 1976; Berlinische Galerie)[5]

- Nussbaum (Lithografie; Kunstsammlung der Wismut GmbH Chemnitz)[6]
- Dimitroffstraße (Lithografie; Kunstsammlung der Wismut GmbH Chemnitz)[7]

### Buchillustrationen (Auswahl)
- Horst Neubert, Rudi Kunz: Nichts als Scherereien. Der Kinderbuchverlag, Berlin 1967.
- Horst Neubert: Immer wieder Scherereien. Der Kinderbuchverlag, Berlin 1969.
- Elisabeth Jachan: Ein Mensch wie wir. Heitere und ernste Geschichten. Evangelische Verlagsanstalt, Berlin 1969.
- Hildegard Schumacher, Siegfried Schumacher: Der Zauberlöwe. Der Kinderbuchverlag, Berlin 1972.
- Roman Podolny: Rin Viertelgenie. Verlag Neues Leben, Berlin 1974.
- Sergej Michalkow: Freie Bahn für Kopfsteher. Der Kinderbuch Verlag, Berlin 1974.
- Peter Hacks: Meta Morfoß und Ein Märchen für Claudias Puppe. Der Kinderbuchverlag, Berlin 1975.
- Hildegard und Siegfried Schumacher: Andy, Chef der Familie. Der Kinderbuchverlag, Berlin 1975.
- Christa Grasmeyer: Eva und der Tempelritter. Verlag Neues Leben, Berlin 1977.
- Walter Petri: Humbug ist eine Bahnstation. Der Kinderbuchverlag, Berlin 1978.
- Miroslaw Zulawski: Die Orchidee und andere Geschichten meiner Frau. Verlag Volk und Welt, Berlin 1978.
- Das Reckenschiff. Russische Volksmärchen. Verlag Volk und Welt, Leipzig 1980.
- Winfried Völlger: Ija, der Esel von der blauen Wiese. Der Kinderbuchverlag, Berlin 1983.
- Alexandru Mitru: Die verwöhnten Prinzessinnen. Der Kinderbuchverlag, Berlin 1983.
- Benno Pludra: Verkehrte Welt. Der Kinderbuchverlag, Berlin 1984.
- Bernd Wagner: Das neue Lumpengesindel. Der Kinderbuchverlag, Berlin 1985.
- Walter Petri: Tohuwabohu. Gedichte an Kinder. Der Kinderbuchverlag, Berlin 1989.
- Walter Petri: Menke Kenke. Gedichte an Kinder. Faber & Faber, Erfurt 1993.

## Einzelausstellungen (unvollständig)
- 1981: Schwerin, Staatliches Museum (Kinderbuchillustrationen)

- 1984: Troisdorf, Museum der Stadt Troisdorf, und
- 1985: München, Internationale Jugendbibliothek („Bilderbuchkunst in der DDR II. Ruth Knorr, G. Ruth Mossner, Gisela Neumann, Nuria Quevedo, Regine Röder, Elizabeth Shaw“)

- 1990: Berlin-Lichtenberg, Studio Bildende Kunst[8]
- 1996: Berlin, Galerie Mitte („Ateliergemeinschaft Oderberger. Peer Brüsseler, Lutz Kommallein, Bernhard Leue, Doris Leue, Astrid Mosch, Gisela Neumann“)

- 2016: Lübbenau, Rathaus („Pfennigkraut und Katzenminze“)[9]
- 2018: Berlin-Hellersdorf, Ausstellungszentrum „Pyramide“ (mit Michael Klein)